# Stertschultenhof

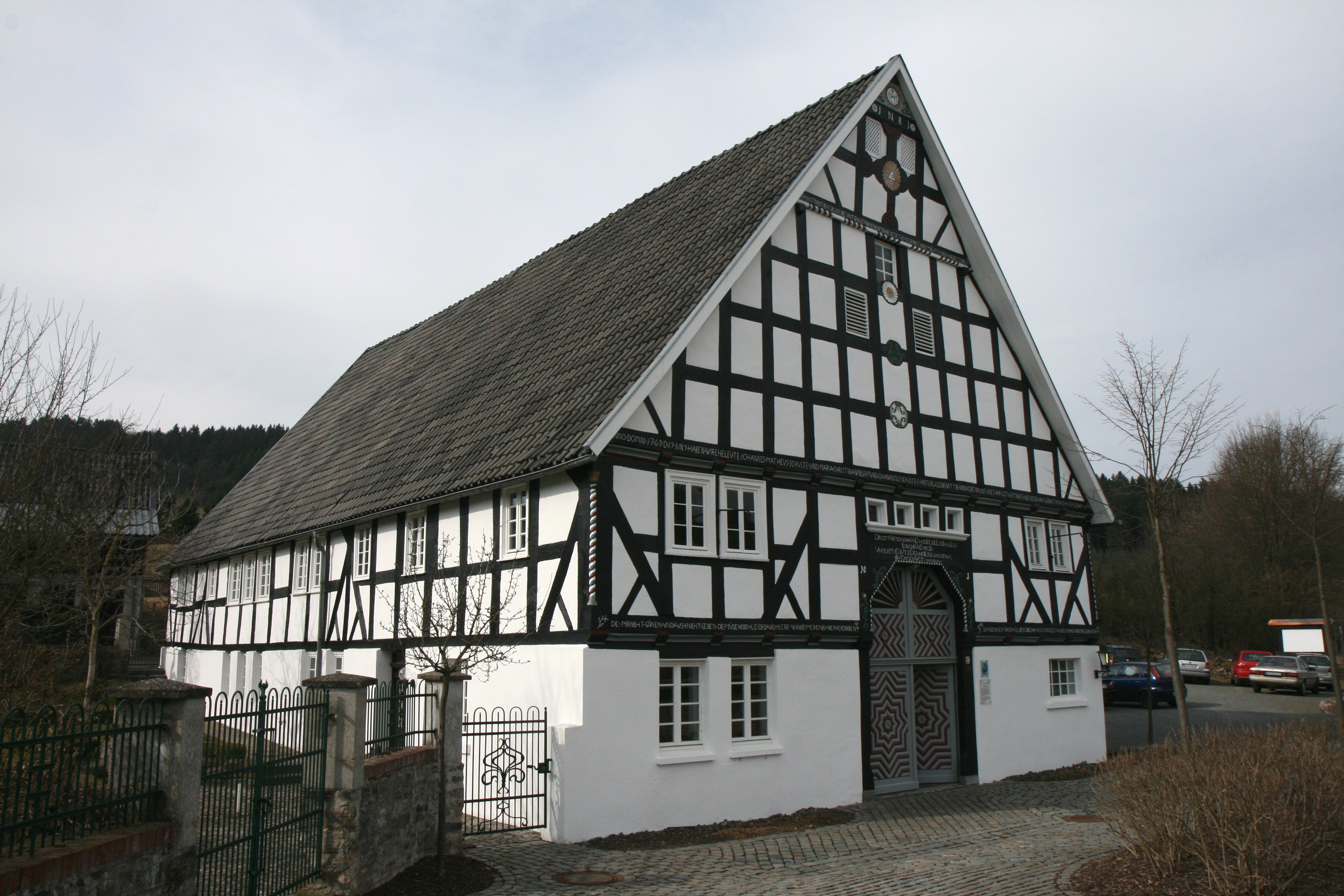
Stertschultenhof

Der Stertschultenhof ist ein denkmalgeschütztes historisches Gebäude in Cobbenrode.

## Geschichte des Hofes
Der Stertschultenhof, ein ehemaliger Vorspannhof des Stiftes Meschede, wurde 1310 erstmals erwähnt und gehört damit zu den besonders alten Höfen des Sauerlandes. Er wurde früher auch Sterthof und der Besitzer – nach dem Familiennamen Schulte – Stertschulte genannt. Der Stertschultenhof war ein Vorspannhof an einer Straße, die vom Sauerland bis ins Rheinland führte, im 19. Jahrhundert als Minden-Koblenzer-Chaussee ausgebaut wurde und heute ein Teil der Bundesstraße 55 ist. Es wurden vier Vorspannpferde vorgehalten, um Fuhrwerke bei der Bewältigung der etwa 2 km langen Steigung Richtung Elspe zu unterstützen. Außerdem wurde Landwirtschaft betrieben. Im Obergeschoss gab es eine Gaststube für die Reisenden.
Um 1819 lebten 15 Personen auf dem Hof. Der Hof gehörte zum Kirchspiel Eslohe und kam erst 1898 zum unmittelbar nebenan liegenden Cobbenrode. Bis 1995 landwirtschaftlich genutzt, wurde er danach vom Heimat- und Förderverein Cobbenrode übernommen und restauriert. Seit 2001 dient das Gebäude als öffentliche Begegnungsstätte, Archiv für plattdeutsche Mundart des Sauerländer Heimatbundes und beherbergt eine Ausstellungsfläche des Naturparks Homert.

## Gebäude

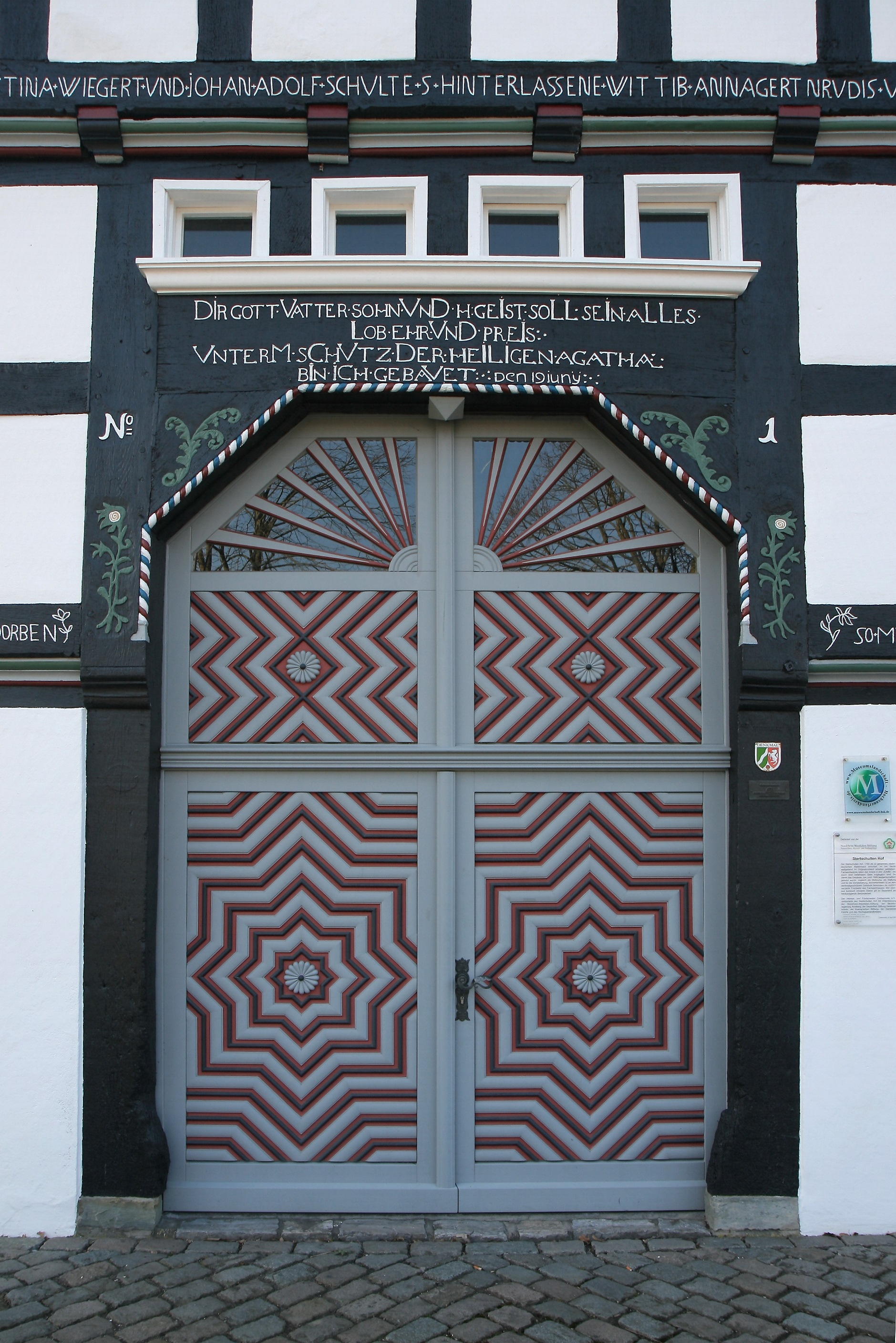
Deelentor der Fachwerkhofanlage

Das 1769 in Sauerländer Fachwerkausführung erbaute niederdeutsche Hallenhaus ist weitgehend im Originalzustand erhalten, es steht auf erdgeschosshohen Bruchsteinmauern. Anstelle der heutigen Feuerstelle, war die Wirtschaftsdiele ursprünglich bis zum rückwärtigen Giebel durchlaufend. Der Hangseite Bauteil ist unterkellert, die Wohnräume befinden sich darüber. Im Obergeschoss befinden sich auf der linken Seite der Raum der ehemaligen Gaststube. Der Bau wurde von 1998 bis 2001 umfangreich renoviert. Nach Aufgabe der Landwirtschaft im Jahr 1995 wurde ein jüngerer Anbau abgerissen und das alte Gebäude restauriert. Es steht unter Denkmalschutz.
Der stattliche Giebel ist reich verziert. Einzigartig im Sauerland sind die mit Schablonier- und Rolltechnik erstellten Wandmalereien.
Das kleine Nebengebäude und die Remise wurden zum Ende des 19. und am Anfang des 20. Jahrhunderts in Fachwerk errichtet.

## Mundartarchiv Sauerland
Im Stertschultenhof befindet sich das Mundartarchiv Sauerland. In dem Archiv werden die schriftlich überlieferte Mundartliteratur der Region, Sekundärliteratur und weitere Dokumente über die Mundart gesammelt und allgemein zugänglich archiviert. Außerdem werden die heute noch gesprochenen Ortsdialekte durch Aufzeichnung von Interviews erfasst und dokumentiert.